# Борисовское (Тутаевский район)
В Ярославской области есть еще шесть деревень Борисовское, и две деревни Борисовская.
Борисовское — деревня Фоминского сельского округа Константиновского сельского поселения Тутаевского района Ярославской области .
Самая северная деревня сельского поселения находится к югу от жилых кварталов Тутаева и к западу от его промышленной зоны. Она расположена на правом высоком и обрывистом (высота обрыва 12 м) берегу реки Рыкуша, которая протекает в глубокой долине. Деревня стоит к западу от дороги, которая следует из города Тутаев на юг, к посёлку Чёбаково. На расстоянии около 1 км к юго-востоку от Борисовского на этой дороге стоит Копнинское, первый населённый пункт на ней. На том же правом берегу реки, ниже по течению к северу находится Тутаев, а выше по течению, к западу стоят деревни Олюнино и Шишкино. К северо-западу на противоположном берегу стоит деревня Мартыново, которая находится в Артемьевском сельском поселении .
Деревня Борисовская указана на плане Генерального межевания Борисоглебского уезда 1792 года. В 1825 Борисоглебский уезд был объединён с Романовским уездом. По сведениям 1859 года деревня относилась к Романово-Борисоглебскому уезду .
На 1 января 2007 года в деревне Борисовское числилось 8 постоянных жителей . По карте 1975 г. в деревне жило 18 человек. Почтовое отделение Тутаев-3 обслуживает в деревне 14 владений на улице Зеленая и 6 владений на улице Полевая .